# Филиал УУНиТ в Ишимбае
Филиал Уфимского университета науки и технологий в городе Ишимбае — высшее учебное заведение города Ишимбая, ранее крупнейший филиал УГАТУ.

## История
В связи с основанием в 1977 году в городе Ишимбае Ишимбайского завода транспортного машиностроения в срочном порядке требовались грамотные, квалифицированные специалисты. Наиболее целесообразным была их подготовка прямо в Ишимбае, без отрыва от производства.
По инициативе первого директора Ишимбайского завода транспортного машиностроения В. И. Савельева, председателя исполнительного комитета Ишимбайского городского Совета народных депутатов В. Н. Полякова, при поддержке ректора Уфимского авиационного института им. Серго Орджоникидзе Р. Р. Мавлютова в сентябре 1980 года в Ишимбае было открыто отделение вечернего технологического факультета Уфимского авиационного института им. Серго Орджоникидзе. Оно расположилось в здании бывшей школы № 8 на улице Революционной, 85. При активной поддержке руководства Ишимбайского завода транспортного машиностроения началась работа по созданию лабораторий и кабинетов. Руководителем отделения был назначен выпускник Московского авиационного института Виктор Михайлович Шилкин, работавший до назначения преподавателем в Ишимбайском нефтяном техникуме.
26 июля 1982 года приказом № 432 Министерства высшего и среднего специального образования РСФСР отделение вечернего факультета Уфимского авиационного института им. Серго Орджоникидзе в г. Ишимбае было реорганизовано в филиал Уфимского авиационного института им. Серго Орджоникидзе с вечерней формой обучения. На двух курсах отделения обучалось около 200 студентов. Некоторые из них вместе с преподавателями участвовали в оснащении кабинетов и лабораторий. Работа по созданию и развитию учебной базы, лабораторий, аудиторий, кабинетов, библиотеки находились на контроле руководства Ишимбайского завода транспортного машиностроения, ГК КПСС и горисполкома.
В 1982-1986 годы материальная база филиала развивалась параллельно растущему ИЗТМ. К 1985 году начали функционировать лаборатории химии, физики, сопротивления материалов, материаловедения, гидравлики и электротехники. Количество студентов на пяти курсах превышало 400 человек. Филиалу требовались новые учебные площади, и в начале 1984 года руководство города Ишимбая передало вузу первый и второй этажи здания бывшей школы № 11 на улице Губкина, 26. Начались работы по реконструкции и ремонту аудиторий силами городских ремонтно-строительных организаций. К началу 1984-1985 учебного года были завезены и установлены первые станки.
В октябре 1985 года вуз посетила, инспекционная комиссия Минвуза СССР, что определило дальнейшее развитие филиала. Были определены главные цели — продолжение строительства нового учебного корпуса на ул. Чкалова и развитие учебно-лабораторной базы в корпусе на ул. Губкина, 26. Виктор Михайлович Шилкин был освобождён от должности директора.
20 января 1986 года деканом филиала Уфимского авиационного института в г. Ишимбае был назначен к.т.н., доцент Чингиз Асхатович Яруллин. В июле 1986 года филиал выпускает своих первых специалистов: тридцать четыре инженера — механика по специальности «Технология машиностроения, металлорежущие станки и инструменты».
В 1987 году был открыт приём на вторую специальность — «Автоматизация производственных процессов в машиностроении». Начавшаяся в стране перестройка внесла свои коррективы в развитие филиала. Строительство нового корпуса, которое было начато в 1984 году, завершилось и в 1989 году было окончательно заморожено.
В 1992 году приказом Министерства образования Российской Федерации в соответствии с изменением статуса головного вуза филиал Уфимского авиационного института им. Серго Орджоникидзе в г. Ишимбае становится филиалом Уфимского государственного авиационного технического университета в г. Ишимбае.
В 1998 году по решению Учёного Совета УГАТУ в филиале открыта дневная форма обучения на платной основе по трём специальностям: «Технология машиностроения», «Автоматизация технологических процессов и производств (в машиностроении)», «Моделирование и исследование операций в организационно-технических системах».
В 2000-2002 годах возник острый дефицит учебных площадей, вызванный существенным ростом контингента студентов. Занятия проходили на арендуемых площадях в школе № 10, детском саде № 27. В конце 2004 года по решению главы администрации города Ишимбая и Ишимбайского района Р. Ф. Ибрагимова филиалу передали пятиэтажное здание бывшего Дома быта на улице Губкина, 15.
В 2011 году создана сокращённая форма обучения.
В 2012 году филиал УГАТУ в г. Ишимбае отметил свой 30-летний юбилей. ОАО «Газпром нефтехим Салават» приобрело для студентов филиала лабораторный комплекс.

## Современное состояние
Обучение в филиале ведётся по очной, очно-заочной (вечерней) и заочной форме. В 2011—2012 учебном году подготовка специалистов проводилась по девяти направлениям: «Технологические машины и оборудование», «Конструкторско-технологическое обеспечение машиностроительных производств», «Автоматизация технологических процессов и производств», «Прикладная информатика», «Информационные системы и технологии», «Теплоэнергетика и теплотехника», «Энергетическое машиностроение», «Экономика», «Менеджмент». Для чтения спецкурсов привлекаются ведущие преподаватели головного вуза — УГАТУ. Студенты проходят практику на закреплённых базовых предприятиях: АО «Машиностроительная компания „Витязь“», ОАО «Ишимбайский машиностроительный завод», ОАО «Башкирэнерго», НГДУ «Ишимбайнефть», ОАО «Стерлитамак-МТЕ», ОАО «Газпром нефтехим Салават», ОАО «Салаватгидромаш», ОАО «Сбербанк России», ОАО «Уралсиб» и др. В работе ГАК участвуют руководители данных предприятий. В мае на базе филиала проводится Всероссийская научно-практическая конференция «Наукоёмкие технологии в машиностроении».

### Кафедры
Филиал УГАТУ в г. Ишимбае состоит из 3 кафедр:
- Кафедра теории и технологии механообработки;
- Кафедра гуманитарных и естественно-научных дисциплин;
- Кафедра Наземных транспортных систем и комплексов на базе АО "МК "Витязь".